# Filipinska nogometna reprezentacija
Filipinska nogometna reprezentacija predstavlja državu Filipini u nogometu. Pod nadzorom je Filipinskog nogometnog saveza člana AFC-a.
Svoju prvu utakmicu odigrali su protiv Kine 1913. 
Do sada nisu nastupili na svjetskom prvenstvu. Kvalificirali su se prvi puta na AFC Azijski kup 2019.
Nastupili su na dalekoistočnim igrama daleke 1913. gdje su osvojili prvo mjesto. Došli su do četvrtfinala Azijskih igara 1962. Osvojili su treće mjesto na AFC Challenge Cup-u 2012. kao i drugo mjesto 2014. nakon što ih je u finalu porazila Palestina 1-0. Najveća im je pobjeda 15-2 protiv Japana 1917., a najveći poraz 15-0 1967. protiv Japana. Jedna su od najstarijih reprezentacija Azije. Svoje domaće utakmice igraju u gradu Bacolodu.